# Melanolophia flexilinea
Melanolophia flexilinea är en fjärilsart som beskrevs av W. Warren 1906. Melanolophia flexilinea ingår i släktet Melanolophia och familjen mätare. Inga underarter finns listade i Catalogue of Life.